# Foster (Kentucky)
Foster es una localidad situada en el condado de Bracken, Kentucky, Estados Unidos. Según el censo de 2010, en ese momento tenía una población de 44 habitantes. Aunque tuvo en su momento el estatus de "ciudad", fue disuelta como tal en el año 2008.

## Geografía
La localidad está ubicada en las coordenadas 38°48′0″N 84°12′48″O / 38.80000, -84.21333. Según la Oficina del Censo, tiene una superficie de 0.25 km², correspondientes en su totalidad a tierra firme.

## Demografía
Según el censo de 2010, en ese momento había 44 personas residiendo en la localidad. La densidad de población era de 176.00 hab./km². El 95.45% de los habitantes eran blancos y el 4.55% eran de una mezcla de razas. No había hispanos o latinos residiendo en la zona.